# Chute-aux-Outardes
Chute-aux-Outardes est un village du Québec situé dans la MRC de Manicouagan sur la Côte-Nord.

## Toponymie
D'après la commission de toponymie québécoise, « les outardes foisonnaient jadis entre Hauterive et Ragueneau. Elles ont ainsi laissé leur nom à la rivière aux Outardes. L'élément Chute fait allusion à la rupture de pente qui actionne les génératrices d'une centrale qui alimente la papeterie de Baie-Comeau ». Il est cependant question de bernaches du Canada, dont outarde est un nom courant fautif.

## Histoire
Dès 1910, le peuplement de ce village est dû à l'essor de l'industrie forestière et à la création d'une première centrale hydroélectrique au cours des années 1923-1950, Outardes 1 (cette dernière étant maintenant désaffectée), ainsi que la centrale Outardes 2 durant les années 1970.

Le premier résident est Alfred Labbé, originaire de Saint-Éphrem-de-Beauce qui s'installait sur le site entre 1905 et 1908. Il n'obtint, cependant, son billet de location qu'en 1923 de la part du gouvernement.
En 1943, le village est partiellement détruit par un incendie qui va emporter 20 des 30 maisons, ainsi que les deux écoles. Heureusement, aucune perte de vie humaine n'est à déplorer.

## Démographie

### Population
| 1991  | 1996  | 2001  | 2006  | 2011  | 2016  | 2021  |
| ----- | ----- | ----- | ----- | ----- | ----- | ----- |
| 2 161 | 2 155 | 1 968 | 1 853 | 1 644 | 1 563 | 1 391 |

### Langues
En 2011, sur une population de 1645 habitants, Chute-aux-Outardes comptait 99,7 % de francophones et 0,3 % d'anglophones.

## Administration
Les élections municipales se font en bloc pour le maire et les six conseillers.
| Chute-aux-Outardes Maires depuis 2001                                                                                |                     |                             |          |
| Élection | Maire               | Qualité                     | Résultat |
| 2001 | Jean-Charles Girard |                             | Voir     |
| 2005 | Arlette Girard      |                             | Voir     |
| 2009 | Arlette Girard      | Voir                        |          |
| 2013 | Yoland Émond        |                             | Voir     |
| 2017 | Yoland Émond        | Voir                        |          |
| 2021 | Yoland Émond        | Voir                        |          |
| nov. 2022 | Christian Malouin   | Maire suppléant (2022-2023) | Voir     |
| Élection partielle en italique Depuis 2005, les élections sont simultanées dans toutes les municipalités québécoises |                     |                             |          |

### Représentations fédérale et provinciale
Chute-aux-Outardes fait partie de la circonscription fédérale de Manicouagan au Parlement du Canada et de la circonscription de René-Lévesque à l'Assemblée nationale du Québec.

## Économie
La majorité des emplois est située dans la ville de Baie-Comeau, ou encore dans les villages voisins comme Ragueneau et Pointe-aux-Outardes. Cependant, une usine de transformation du poisson assure des emplois locaux saisonniers.
De plus, plusieurs commerces desservent les municipalités de la péninsule Manicouagan (Ragueneau, Pointe-aux-Outardes et Pessamit) à partir de Chute-aux-Outardes (pharmacie, boucherie, etc.).

## Services
- Un centre local de services communautaires (CLSC).

- Une pharmacie.
- Un terrain de golf 9 trous.
- Des motels, restaurants, bars...
- Épiceries, boucheries, dépanneurs
- Salons de coiffure.
- Une poissonnerie.

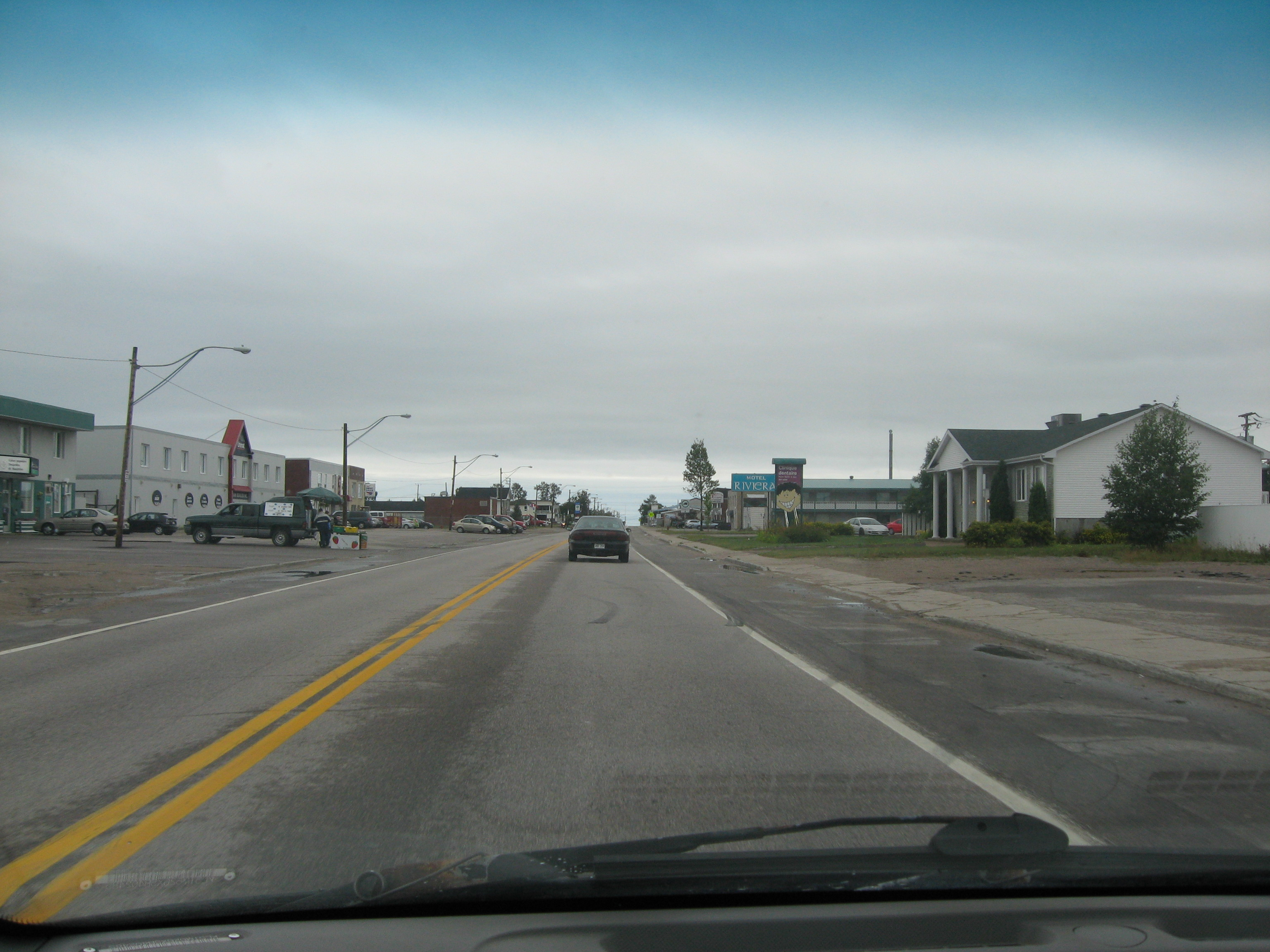
Route 138 à Chutes-aux-Outardes.

- Terrain de balle, terrain de soccer, terrain de jeux, parcs…
- Une église catholique (St-Augustin).
- Une école primaire (l'école Richard).
- Une bibliothèque municipale.
- Une clinique dentaire.
- Une succursale de la caisse populaire Desjardins.
- Un bureau de poste.
- Des stations-services.
- Un canal de télévision.
- Un club de l'âge d'or.
- Une cantine.
- Un Centre Communautaire Jeunesse qui héberge une maison de jeunes (Le Spoth), un carrefour familial (offrant des services de cuisine collective et d'aide alimentaire), Grains-de-Soleil (ressources pour les enfants de 3 et 4 ans), Les Girouettes (un local accueillant des personnes handicapées) et Le cercle des fermières.
- Atelier de carrosserie ( Débosselage Girard)
- Un Motel ( La relance)

## Attraits
Chute-aux-Outardes est doté d'un terrain de golf de neuf trous qui est la propriété de la municipalité de Chute-aux-Outardes